# Halleaths Home Farm
Die Halleaths Home Farm ist ein Bauernhof nahe der schottischen Ortschaft Lochmaben in der Council Area Dumfries and Galloway. 1988 wurde das Bauernhaus in die schottischen Denkmallisten in der Kategorie B aufgenommen. Die zugehörigen ehemaligen Stallungen sind hingegen als Denkmal der höchsten Denkmalkategorie A klassifiziert.

## Bauernhof
Der Bauernhof liegt rund einen Kilometer östlich von Lochmaben nahe dem Ufer des Annan. Die Wirtschaftsgebäude entstanden in verschiedenen Bauphasen, stammen jedoch im Wesentlichen aus dem 19. Jahrhundert. Das Bauernhaus stammt aus der zweiten Hälfte des 19. Jahrhunderts und wurde möglicherweise von David Bryce entworfen, der 1865 in der Gegend tätig war. Die Frontseite des einstöckigen Gebäudes ist drei Achsen weit. Der zentrale Eingang ist mit Spitzbogen gestaltet. Das schiefergedeckte Satteldach mit giebelständigen Kaminen ist mit Gauben versehen.

## Ehemalige Stallungen
Die östlich des Bauernhauses gelegenen Stallungen stammen aus dem Jahre 1843. Sie wurden im Stil der Architektur Walter Newalls gestaltet. Die Stallungen bestehen aus einem U-förmigen Gebäudekomplex mit einem separiert stehenden kleineren Gebäude an der vierten Seite. Die Gebäudekanten zwischen den Schenkeln des Us sind als sanfte Rundungen gearbeitet. Der Komplex ist symmetrisch gestaltet mit Achsen im Schema 3–3–2–3–3. Die zahlreichen Tore wurden zwischenzeitlich großteils mit Mauerwerk verschlossen. Die Fassaden sind mit dorischen Pilastern ornamentiert. Die ehemaligen Stallungen werden als Werkstatt genutzt. Das freistehende einstöckige Gebäude wurde in zwei Einheiten unterteilt und dient als Wohnraum.